# Pentapolis (Palästina)

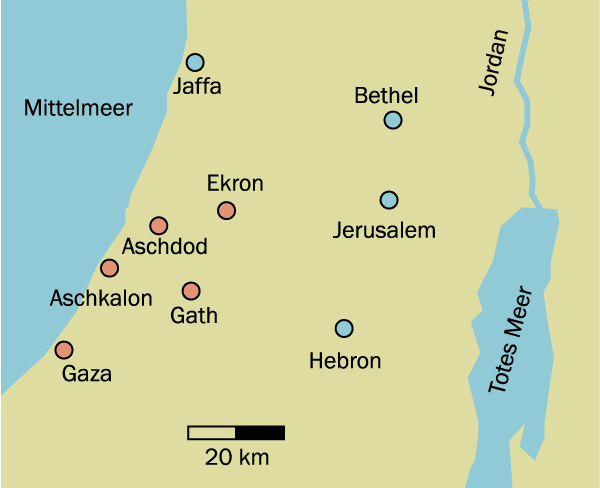
Die fünf Städte der Pentapolis im Heiligen Land (rot)

Als Pentapolis der Philister wird eine politische und ökonomische Allianz aus fünf philistischen Stadtstaaten an der Küste von Palästina bezeichnet. Dazu gehörten:
- Aschdod
- Gaza
- Aschkelon
- Gat
- Ekron

Diese Städte wurden jeweils von eigenen Fürsten regiert.
Als Fünfstädtebund wurde die Gruppe entsprechend der biblischen Zusammenfassung in 1 Sam 6,17  aufgefasst, wo in Zusammenhang mit der von den Philistern geraubten Bundeslade von den fünf Städten und den fünf Fürsten die Rede ist, die als Sühnegeschenke der mit Beulenpest geschlagenen Philisterstädte goldene Beulen und goldene Mäuse übergeben. 
In 1 Sam 5  werden als Aufstellungsorte der Lade Aschdod, Gat und Ekron genannt. Das Buch Samuel als Hauptquelle berichtet weiter von einer stets kollektiv agierenden Allianz, die gemeinsam ein System von Festungen und Garnisonen sowie eine Söldnertruppe unterhielt. Im philistäischen Bündnis scheinen demnach Elemente den bereits in der Levante bestehenden Territorialstaaten mit Merkmalen des neuen Modells ethnischer Staatlichkeit verschmolzen zu sein. Diese bereits bestehenden Städte hatten vorerst einen guten Stand gegen die tribalen Gruppen der 12 Stämme.
Mit der Zeit verlor die Pentapolis  den ursprünglichen Vorsprung in kultureller, militärischer und kommerzieller Hinsicht gegenüber Israel-Juda. Vom Niedergang profitierte in erster Linie Tyros, welches traditionell gute Beziehungen zu Israel-Juda unterhielt.
In Jos 13,3  erscheint die gleiche Gruppe mit anderer Reihenfolge. Auch Ri 3,3  nimmt Bezug auf den Fünfstädtebund, ohne die Städte jedoch zu nennen.